# Supernova Cosmology Project
O Supernova Cosmology Project é um de dois grupos de pesquisas que procuram determinar a probabilidade da Aceleração do Universo e por consequência a constante cosmológica, usando os dados do desvio para o vermelho das supernovas tipo Ia.
O projeto é liderado por Saul Perlmutter do Laboratório Nacional de Lawrence Berkeley, com membros da Austrália, Chile, França, Portugal, Espanha, Suécia, Reino Unido e Estados Unidos.
Esta descoberta foi considerada a "Revelação do Ano em 1998" pela Science Magazine e, junto ao High-Z Supernova Search Team, a equipe do projeto venceu em 2007 o Prêmio Gruber de Cosmologia; em 2015 ganhou o Fundamental Physics Prize.
Em razão deste trabalho em 2011 Perlmutter foi agraciado com o Prêmio Nobel de Física, ao lado de Adam Riess e Brian P. Schmidt da equipe do High-Z.

## Membros do projeto
Os membros do grupo são:
- Saul Perlmutter, Laboratório Nacional de Lawrence Berkeley
- Gregory Aldering, Laboratório Nacional de Lawrence Berkeley
- Brian J. Boyle, Australia Telescope National Facility
- Patricia G. Castro, Instituto Superior Técnico, Lisboa
- Warrick Couch, Universidade de Tecnologia de Swinburne
- Susana Deustua, American Astronomical Society
- Richard Ellis, California Institute of Technology
- Sebastien Fabbro, Instituto Superior Técnico, Lisboa
- Alexei Filippenko, Universidade da Califórnia em Berkeley (depois membro do High-z Supernova Search Team)
- Andrew Fruchter, Space Telescope Science Institute
- Gerson Goldhaber, Laboratório Nacional de Lawrence Berkeley
- Ariel Goobar, Universidade de Estocolmo
- Donald Groom, Laboratório Nacional de Lawrence Berkeley
- Isobel Hook, Universidade de Oxford
- Mike Irwin, Universidade de Cambridge
- Alex Kim, Laboratório Nacional de Lawrence Berkeley
- Matthew Kim
- Robert Knop, Vanderbilt University
- Julia C. Lee, Universidade de Harvard
- Chris Lidman, Observatório Europeu do Sul
- Thomas Matheson, NOAO Gemini Science Center
- Richard McMahon, Universidade de Cambridge
- Richard Muller, Universidade da Califórnia em Berkeley
- Heidi Newberg, Rensselaer Polytechnic Institute
- Peter Nugent, Laboratório Nacional de Lawrence Berkeley
- Nelson Nunes, Universidade de Cambridge
- Reynald Pain, CNRS-IN2P3, Paris
- Nino Panagia, Space Telescope Science Institute
- Carl Pennypacker, Universidade da Califórnia em Berkeley
- Robert Quimby, Universidade do Texas
- Pilar Ruiz-Lapuente, Universidade de Barcelona
- Bradley E. Schaefer, Louisiana State University
- Nicholas Walton, Universidade de Cambridge